# Spittel (Weißenberg)
Spittel, obersorbisch Špikałyⓘ, ist ein Ortsteil der sächsischen Stadt Weißenberg im Osten des Landkreises Bautzen mit etwa 40 Einwohnern.

## Geografie
Der höchstgelegene Ortsteil von Weißenberg befindet sich im Oberlausitzer Gefilde am Nordhang des Wohlaer Berges (Byčin). Nachbardörfer sind Nostitz im Nordosten, Krappe im Osten, Wohla hinter dem Berg im Süden, Breitendorf im Südwesten und Zschorna im Westen. Östlich von Spittel verläuft die Bundesstraße 178.

## Geschichte
Der kleine Rundling wurde erstmals 1345 als Spital erwähnt und drei Jahre später als Herrensitz eines Herman von dem Spital, dessen Siegel sich als das der Familie von Gersdorff erwies. Zum Jahr 1432 sind „Hans und Nickel v. Gersdorff, Spittel genannt“ beurkundet. Die Grundherrschaft übte vom 16. bis 19. Jahrhundert das Nostitzer Rittergut aus. Die Einwohner gehörten wenigstens seit dem 16. Jahrhundert der Kittlitzer Pfarrgemeinde an, ab 1679 jedoch der Nostitzer. Auch in die Schule gingen die Spitteler Kinder nach Nostitz und wurden dort bis ins 20. Jahrhundert auch in Sorbisch unterrichtet.
Während des Gefechts um den Wohlaer Berg im Rahmen der Befreiungskriege wurde Anfang September 1813 ein Feldlazarett in Spittel eingerichtet, das am 5. September von Kaiser Napoleon Bonaparte besucht wurde.

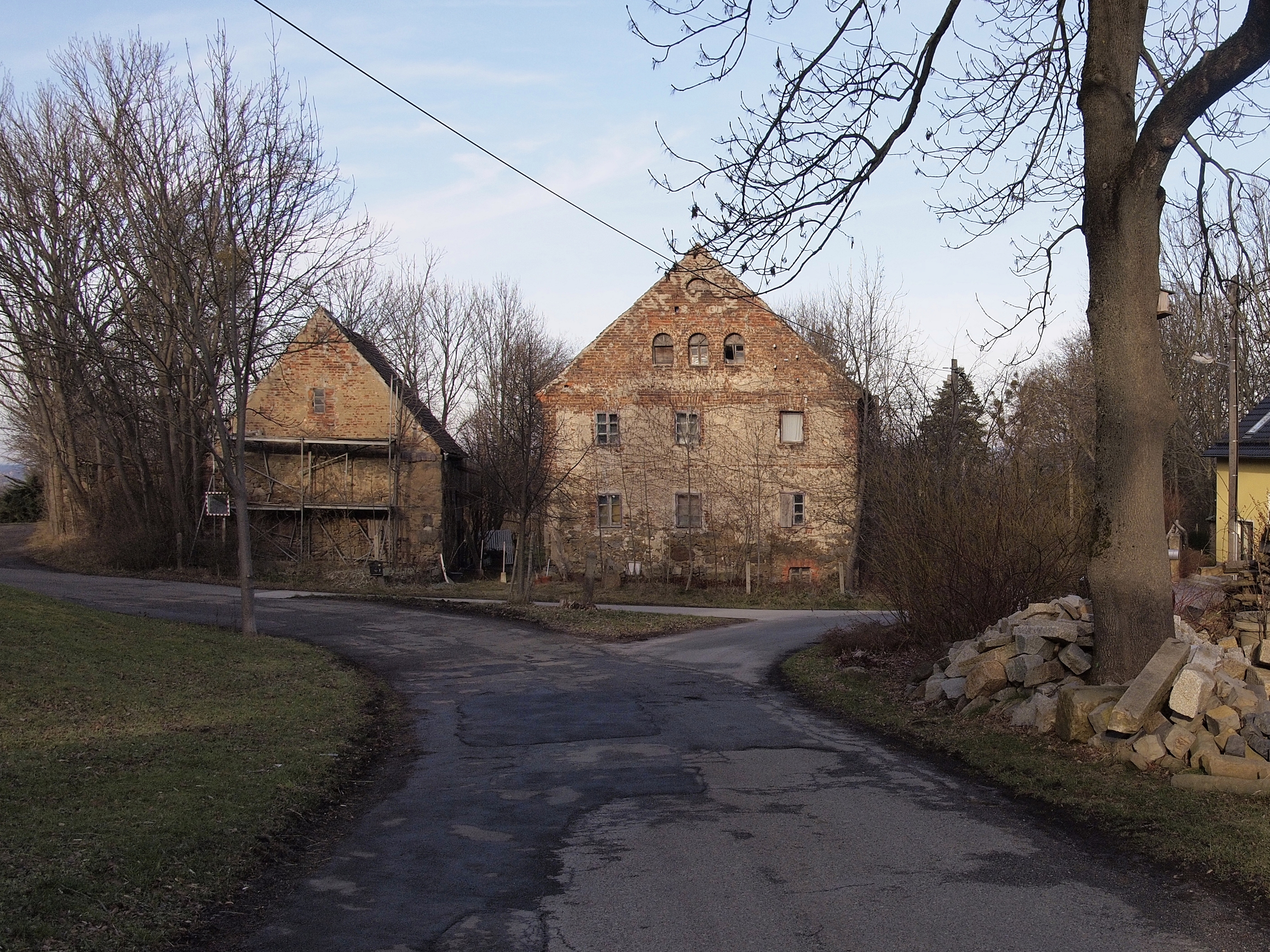
Dorfplatz in Spittel mit denkmalgeschütztem Wohnstallhaus und Wegestein

### Bevölkerung und Sprache
Nach der Statistik der Lausitzer Sorben von Arnošt Muka hatte Spittel Mitte der 1880er Jahre insgesamt 161 Einwohner, davon 148 Sorben (92 %). 1956 waren laut Ernst Tschernik nur noch 31,2 % der Einwohner sorbischsprachig. Seither ist die Sprache aus dem Dorf verschwunden.